# 太空作戰

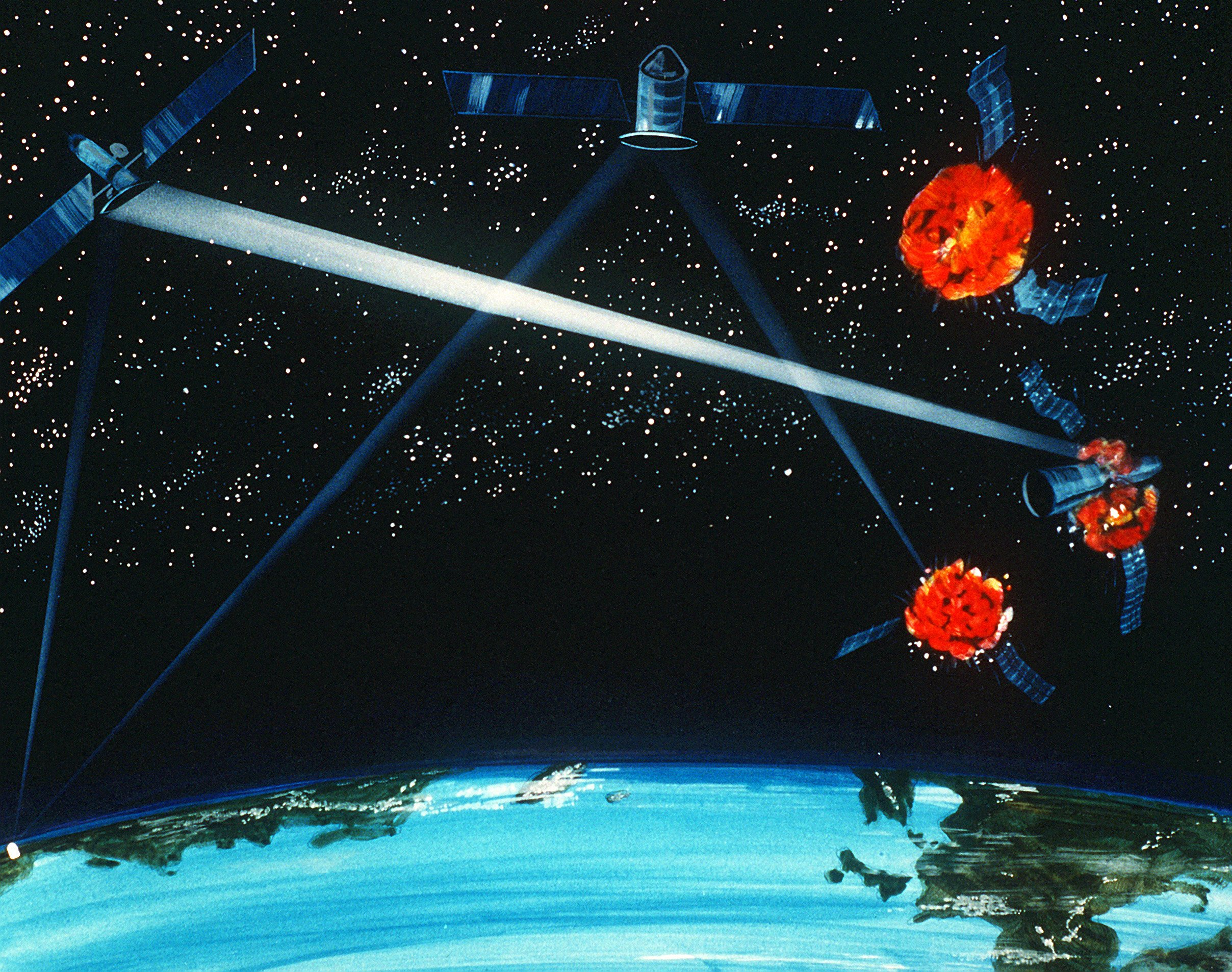

太空戰爭指將太空作為戰場的想定情況，因為人類史上至今未發生實質太空戰爭。
冷战后期，洲际弹道导弹成为美苏间核威慑的主力，反导弹系统的需求日益迫切，首次提出了在外太空拦截敌方的洲际导弹和航天器，其技术设想包括高能定向武器（如微波、激光、高能粒子束、电磁动能武器等）。
冷战结束后，太空资产渐渐成为许多大国的重要设施，人造卫星的侦查和卫星定位功能对资讯化战场时代重要性无可比拟，从军队调动到精准武器导引都需要太空设施，甚至有太空武器的研发问世，可以在轨道上击落导弹和飞机。然而由于军事保密性，目前多数平民对于太空武器到底发展（甚至部署）到何程度依然有大量未可知讯息。
因此攻擊太空設施對於戰爭中的優勢有巨大重要性，因而也衍生出如何防禦太空設施的技術，若能癱瘓敵軍的太空能力同時自己卻保有太空能力，無疑具有重大戰場優勢，這也是太空戰爭的想定基礎。

## 相關武器發展

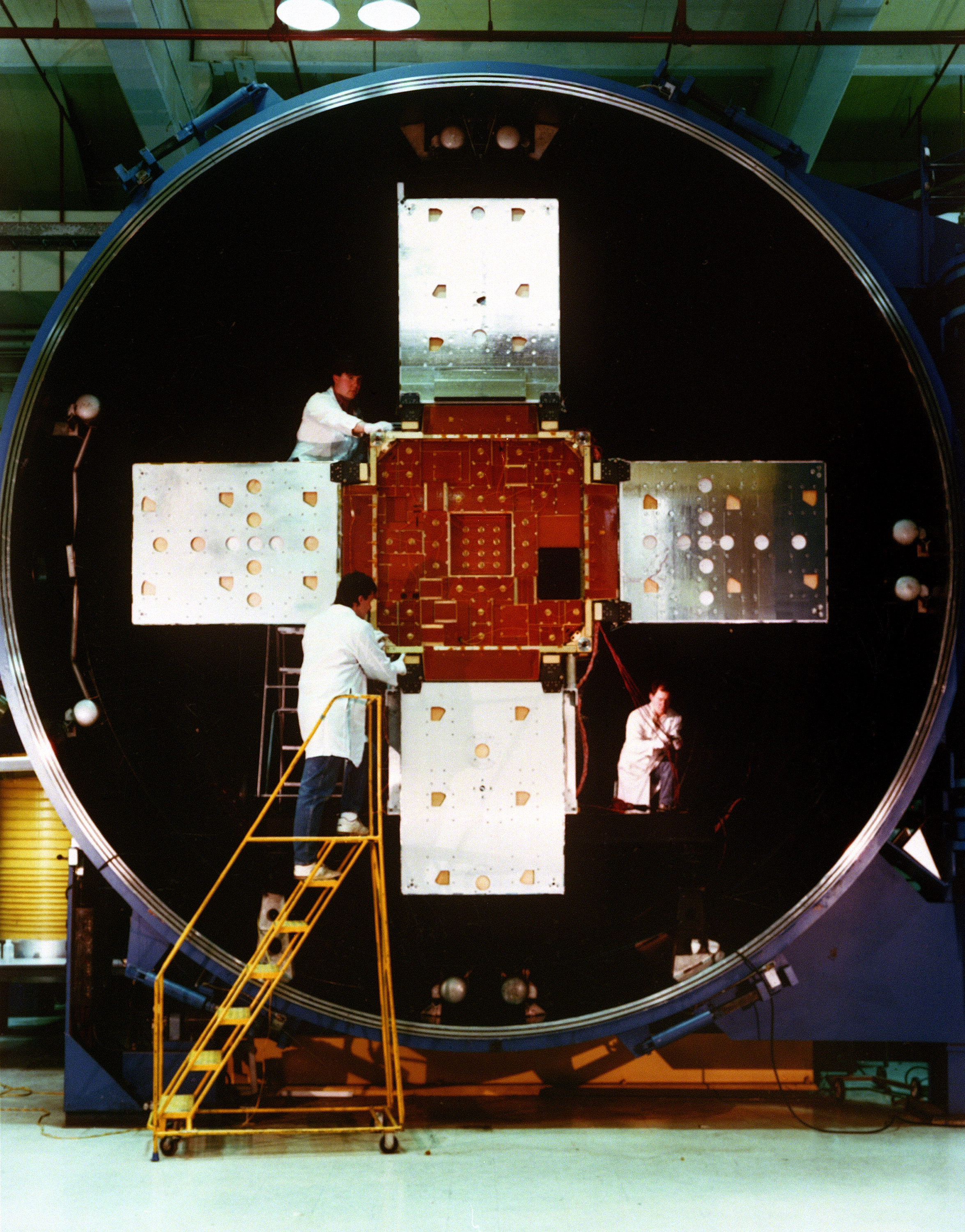
美國海軍實驗室的反飛彈衛星實驗機，使用激光發射武器

### 攻地衛星
攻地衛星的概念幾乎於人造衛星發明的時期就同步出現，也就是利用衛星上發射的武器攻擊地面、地下，可能是種能量束或是實體彈，前蘇聯曾經出現在太空部署核彈發射台的概念，實為一大型衛星載台，上面預載多枚核彈可以對地發射，可以大幅壓低敵方反應時間，某種程度也能反制美國星際大戰計劃，因為少了飛彈發射的上升段和中間段的時間，直接在目標上空往下打擊，大幅減少被攔截的機率。此種衛星的實體彈型在技術上沒有不可行性，但是沒有公開資料表明是否有類似裝置已經被製造甚至佈署。

### 反飛彈衛星
反飛彈衛星最著名的事件為美國星战计划，美國總統雷根在冷戰後期（1983年3月23日）的一次著名演說。其核心內容是：以各種手段攻擊敵方的外太空的洲際戰略飛彈和外太空太空飛行器，以防止敵對國家對美國及其盟國發動的核打擊。其技術手段包括在外太空和地面部署高能定向武器（如微波、镭射、高能粒子束、電磁動能武器等）或常規打擊武器。
這種太空武器的概念為從太空偵測彈道飛彈上升發射的火焰以識別，之後動用一具或多具的衛星網試圖消滅該飛彈，方法可能發射某種能量束或是實體彈，然而此種武器的概念若是得到增強不排除有直接攻擊地面的能力，然而根據美國星戰計畫結論，這種構想因為技術和成本問題太大，至今沒有成功的裝置被製造出來。

### 反衛星飛彈
反衛星飛彈是使用飛彈攻擊環繞地球軌道的人造衛星武器系統。飛彈可以由地面或者是水面的發射平臺發射，或者是由航空或者是太空飛行器在運到較高的高度之後發射。反衛星飛彈針對的是軍用衛星，尤其是在低軌道上的偵查，電子情報蒐集以及海洋偵測衛星等等。
目前在環繞地球軌道中部署反衛星武器的行動沒有任何一個國家公開或是正面承認，然而包括美國與俄羅斯等有能力發射人造衛星的國家都可能掌握相關的技術或者是系統。目前已證實曾成功以飛彈摧毀人造衛星實驗的國家包括前蘇聯、美國和中國。
公開訊息中已知最早此類武器概念實現出現在美國1979年渥特（Vought）公司獲得一份研發空載反衛星飛彈的合約，渥特公司利用SRAM-A飛彈的推進段作為第一段與Altair III火箭作為第二段，加上紅外線尋標器以及撞擊彈頭，共同組成ASM-135A反衛星飛彈，1985年以F-15試射進入太空擊落衛星。之後為2007年中國反衛星飛彈測試：在該試驗中由西昌衛星發射中心發射的一枚開拓者1號系列火箭攜帶動能彈頭，以反方向8公里/秒的速度，擊毀了軌道高度865公里衛星。

### 反衛星激光
與反衛星飛彈類似概念，但是將發射物換成激光束，擊中衛星使其燒毀或損壞。
1975年10月18日，美國在印度洋上空647預警衛星的紅外探測器受到來自蘇聯西部的强紅外閃光的幹擾，不能正常工作。1975年10月18日，在莫斯科以南50公里處，蘇聯連續5次用氟化氫激光器照射了兩顆飛臨西伯利亞上空用以監視洲際彈道導彈發射井的美國早期預警衛星，使其紅外傳感器失效達4小時之久。 由此推斷前蘇聯可能已經擁有接近實戰部屬的反衛星激光，也從而推斷其他國家也有類似武器的可能性非常高，該種武器只需佈署在地面隱蔽位置就能使用，成本效益非常高，技術難點則是激光必須穿越大氣層打向太空，能量衰減問題和目標偵測瞄準問題是科技難點。

### 反衛星衛星
反卫星卫星為20世紀50年代末至60年代初已經出現的概念，又称自杀卫星，備有常规弹头或核弹，目前需要發展"自动寻的"或甚至"发射后不用管"的寻找的相關科技。

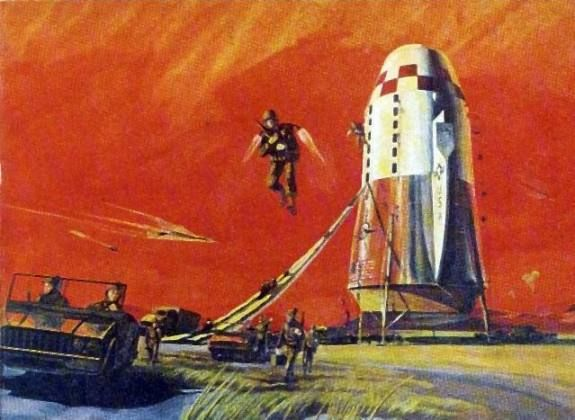
想像的反衛星武器在野戰環境下發射

在美國雷根時代主導的戰略防禦倡議時代中, 1986年中國解放軍出版的《现代军事科技基础知识》指出，「反卫星卫星尽管已处于实用阶段，但仍有不完善之处，並總結當時苏联及美国的相關能力為：苏联在反卫星卫星「略占优势」，而美国則在反卫星导弹「明显领先」。
反卫星卫星的反卫星手段主要有：
- 在反卫星上装有杀伤性武器，如飛彈、雷射等，将对方的卫星摧毁，使其失去作用。
- 利用无线电干扰的办法（电子对抗），即：卫星不断地发射强大的无线电波，用于干扰对方的通信，使其指挥失灵，线路中断。
- 寄生衛星：利用主衛星攜帶很多具小型衛星，當接近敵方衛星時可將小型衛星釋放出來，並附著在敵方衛星上，利用小衛星配備的干擾電波或炸藥予以破壞。

## 參看
- 外太空条约
- 星球大戰計劃
- 美国太空政策